# Thomas Kretschmann
Thomas Kretschmann (* 8. září 1962 Dessau, NDR) je německý herec.

## Životopis
Pochází z Dessau v bývalé Německé demokratické republice. V mládí se věnoval sportu a závodně plaval. V 19 letech emigroval do Západního Německa.
Jeho prvním významnějším filmem byl německý snímek Stalingrad (1993), v němž ztvárnil Hanse von Witzlanda. Do hledáčku Hollywoodu a širšího povědomí diváků vstoupil rolí německého důstojníka Hosenfelda v oscarovém filmu Pianista z roku 2002, tentýž rok se představil i ve snímku Blade 2. Poté následovaly další významné filmové role, například v roce 2004 ve filmech Pád Třetí říše a Resident Evil: Apokalypsa
V roce 2005 si ve filmu King Kong zahrál postavu kapitána Engelhorna, ve snímku Královna Viktorie (2009) ztvárnil belgického krále Leopolda I. Ve filmech Captain America: Návrat prvního Avengera (2014) a Avengers: Age of Ultron (2015) hrál barona Wolfganga von Struckera.

## Osobní život
Žije a pracuje v Los Angeles, s někdejší partnerkou, producentkou Lenou Roklin, má tři děti, syna Nicolase a dcery Stellu a Saschu. S Lenou Roklin se v roce 2009 po dvanácti letech vztahu rozešel, od března 2009 do června 2010 se na veřejnosti objevoval po boku modelky íránského původu Shermine Shahrivar, od roku 2011 je jeho partnerkou americká modelka Brittany Rice.